# Саїтово (Федоровський район)
Саї́тово (рос. Саитово, башк. Һәйет) — присілок у складі Федоровського району Башкортостану, Росія. Входить до складу Разінської сільської ради.
Населення — 307 осіб (2010; 318 в 2002).
Національний склад:
- башкири — 86%